# 苏拉日区
苏拉日区（俄语：Суражский район）是俄罗斯联邦布良斯克州下辖的一个区，其行政中心为苏拉日。据2016年统计，该区的人口为23119人。